# Instituto de Historia de Nicaragua y Centroamérica

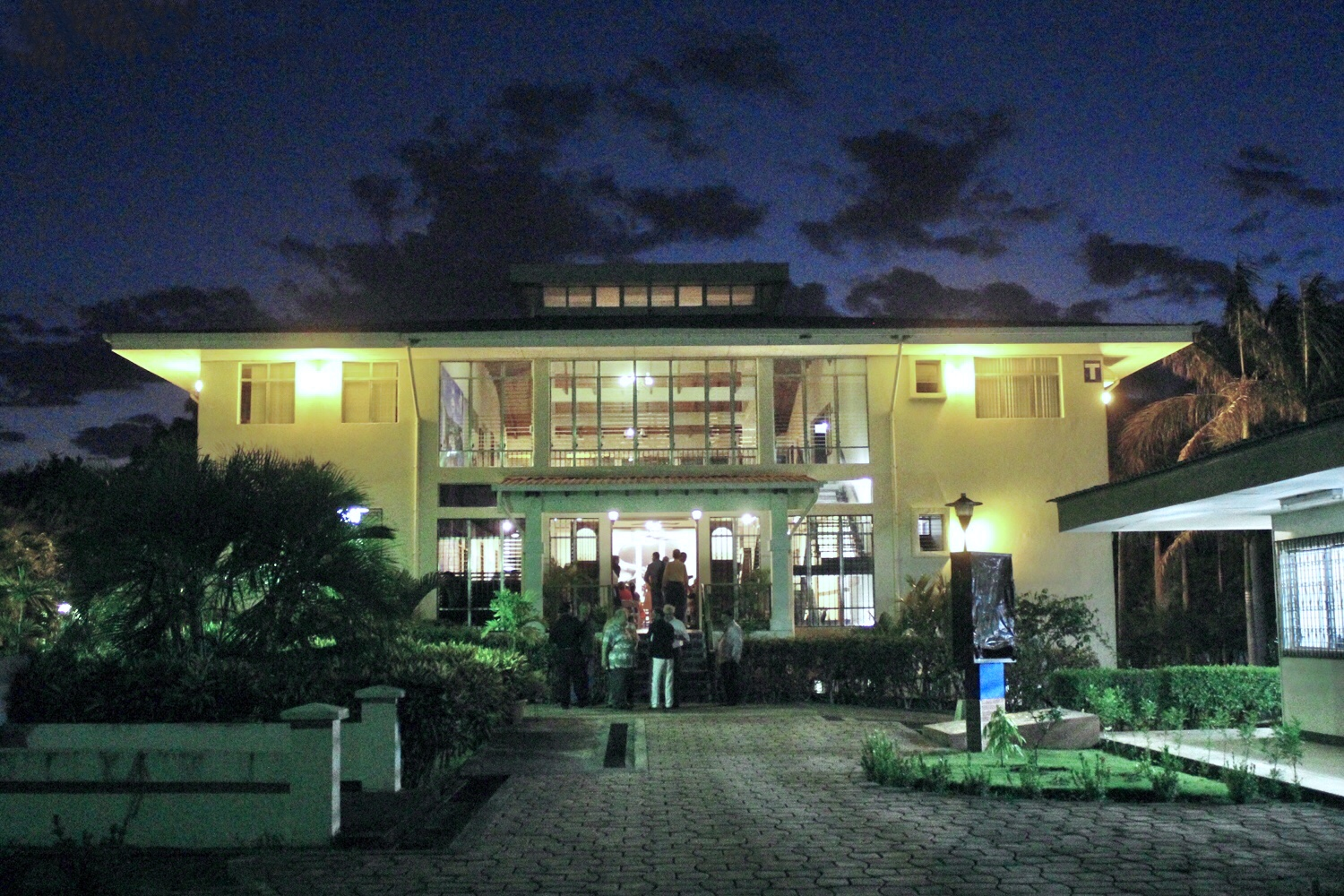
Instituto de Historia de Nicaragua y Centroamérica (IHNCA) adscrito a Universidad Centroamericana (UCA) en Managua, Nicaragua.

El Instituto de Historia de Nicaragua y Centroamérica (IHNCA)  es una instancia de la Universidad Centroamericana (UCA) dedicada a la investigación, la difusión de la historia y la gestión del patrimonio documental en Nicaragua.
El instituto está ubicado en el campus de la universidad en Managua. El edificio tiene varias salas y auditorios para conferencias, búsqueda, documentación, y exposiciones.
El IHNCA nace en 1997 por la fusión de la Biblioteca del Instituto Histórico Centroamericano y Instituto de Historia de Nicaragua. Estos institutos estuvieron fundados en 1934 y 1987 respectivamente.
El instituto está dedicado a la búsqueda, expansión del conocimiento sobre la historia, y la administración de patrimonio histórico. Luego de una búsqueda minuciosa y resguarda un archivo de más de 50,000 libros, muchos artículos científicos, registros de audio, películas, el vídeo es, mapas y colecciones de pinturas, máscaras y otros artefactos
En 2009, el instituto recibió el premio Príncipe Claus Príncipe del Netherlands.